# Wurmtalkopf
Wurmtalkopf är en bergstopp i Liechtenstein och Österrike. Den ligger i den östra delen av Liechtenstein, 8 km öster om huvudstaden Vaduz. Toppen på Wurmtalkopf är 2 006 meter över havet.. Wurmtalkopf ligger strax söder om Galinakopf, 2 198 meter över havet.